# Afroscleropogon lavignei
Afroscleropogon lavignei är en tvåvingeart som beskrevs av Jason Gilbert Hayden Londt 1999. Afroscleropogon lavignei ingår i släktet Afroscleropogon och familjen rovflugor.
Artens utbredningsområde är Namibia. Inga underarter finns listade i Catalogue of Life.